# الغواصة الألمانية يو-64 (1939)
غواصة يو-64  غواصة يو بوت ألمانية من الفئة التاسعة بي بنيت ل سلاح بحرية ألمانيا النازية كريغسمارينه، في أحواض إيه جي فيزر في بريمن خلال الحرب العالمية الثانية.